# کاکودا (فیلم)
کاکودا (به هندی: Kakuda) فیلمی محصول سال ۲۰۲۴ و به کارگردانی آدیتیا سارپوتدار است. در این فیلم بازیگرانی همچون ریتیش دشموک، سوناکشی سینها، ثاقب سلیم و راجندرا گوپتا ایفای نقش کرده‌اند.